# Arnaud Plumeri
Arnaud Plumeri, né en 1975 à Valenciennes (Nord), est un scénariste de bande dessinée français et directeur de Doki-Doki, collection manga de Bamboo Édition.

## Biographie
Arnaud Plumeri chronique jusqu’en 2002 ses albums préférés sur son site BDvoreur. Abandonnant son métier de chef de produit marketing, il rejoint l'éditeur Bamboo Édition en 2003 pour y occuper différentes fonctions. En 2006, il participe au lancement de la collection Doki-Doki pour publier des auteurs de manga et la co-dirige avec Sylvain Chollet. Ce dernier quittant le poste en 2016, Bamboo confie la direction à Arnaud Plumeri.
En tant qu'auteur, il signe les scénarios des séries humoristiques chez Bamboo : à partir de 2004, il publie Les Commerciaux, co-scénarisée par Séverine Boitelle et dessinée par Denis Goulet, Radôche puis Bloz. La série, qui porte sur le type « humour au bureau », reçoit un accueil positif sur BD Zoom, qui en signale le caractère bon enfant et caustique. Si Actua BD émet des réserves sur le premier volume, le second est mieux reçu, les scénaristes campant une galerie de personnages « typés, voire hauts en couleur ». La série compte six volumes en 2009. En parallèle, Plumeri co-écrit avec Christophe Cazenove plusieurs volumes de la série Basket Dunk, mise en image par Mauricet, de « joyeux lurons » s'adonnant au basket-ball.
Amateur de paléontologie, Plumeri scénarise également la série Les Dinosaures en bande dessinée, retrouvant Bloz au dessin. Cette série « d’humour scientifique » développe des gags suivis d'une présentation du dinosaure mis en scène. BoDoï, estimant que le versant humoristique est plutôt destiné à la jeunesse, signale l'intérêt de ces fiches pédagogiques. Cette série fait l'objet d'un spin-off, Dino Park, également dessiné par Bloz, où deux enfants du XXIe siècle explorent un parc accueillant des dinosaures vivants.

## Publications
Série Les Commerciaux
- n°1 Farce de vente, Bamboo Édition,  (ISBN 2-915309-04-3), 2004
Scénario : Arnaud Plumeri et Séverine Boitelle - Dessin : Denis Goulet - Couleurs : Benoît Bekaert
- n°2 Les Dessous de la vente, Bamboo Édition,  (ISBN 2-915309-17-5), 2005
Scénario : Arnaud Plumeri et Séverine Boitelle - Dessin : Radôche - Couleurs : Benoît Bekaert et Maëla Cosson
- n°3 Sévices après-vente, Bamboo Édition,  (ISBN 2-915309-77-9), 2005
Scénario : Arnaud Plumeri et Séverine Boitelle - Dessin : Radôche - Couleurs : Benoît Bekaert et Maëla Cosson
- n°4 Vente en ligne, Bamboo Édition,  (ISBN 2-35078-104-6), 2007
Scénario : Arnaud Plumeri et Séverine Boitelle  - Dessin : Bloz - Couleurs : Maëla Cosson
- n°5 Vente en ligne, Bamboo Édition,  (ISBN 978-2-350-78322-2), 2007
Scénario : Arnaud Plumeri et Séverine Boitelle  - Dessin : Bloz - Couleurs : Maëla Cosson
- n°6 Vente subliminale, Bamboo Édition,  (ISBN 978-2-350-78470-0), 2008
Scénario : Arnaud Plumeri et Séverine Boitelle - Dessin : Bloz - Couleurs : Maëla Cosson

Série Basket Dunk
- n°1 Tome 1, Bamboo Édition,  (ISBN 2-915309-65-5), 2005
Scénario : Christophe Cazenove et Arnaud Plumeri - Dessin : Mauricet - Couleurs : Benoît Bekaert
- n°3 Tome 3, Bamboo Édition, 2006
Scénario : Christophe Cazenove et Arnaud Plumeri - Dessin : Mauricet - Couleurs : Benoît Bekaert -  (ISBN 2-350-78094-5)
- n°4 Tome 4, Bamboo Édition, 2007
Scénario : Christophe Cazenove et Arnaud Plumeri - Dessin : Mauricet - Couleurs : Benoît Bekaert -  (ISBN 978-2-350-78258-4)
- n°5 Tome 5, Bamboo Édition, 2008
Scénario : Christophe Cazenove et Arnaud Plumeri - Dessin : Mauricet - Couleurs : Benoît Bekaert -  (ISBN 978-2-350-78402-1)
- n°6 Tome 6, Bamboo Édition, 2009
Scénario : Christophe Cazenove et Arnaud Plumeri - Dessin : Mauricet - Couleurs : Benoît Bekaert -  (ISBN 978-2-350-78666-7)
- Hors série : Best of 10 ans Bamboo , Bamboo Édition, 2008
Scénario : Christophe Cazenove et Arnaud Plumeri - Dessin : Mauricet - Couleurs : Benoît Bekaert -  (ISBN 978-2-350-78486-1)

Série Les Dinosaures en BD
- n°1 Tome 1, Bamboo Édition,  (ISBN 978-2-8189-0166-3), 2010
Scénario : Arnaud Plumeri - Dessin : Bloz - Couleurs : Maëla Cosson
- n°2 Tome 2, Bamboo Édition,  (ISBN 978-2-8189-0791-7), 2011
Scénario : Arnaud Plumeri - Dessin : Bloz - Couleurs : Maëla Cosson
- n°3 Tome 3, Bamboo Édition,  (ISBN 978-2-8189-2204-0), 2012
Scénario : Arnaud Plumeri - Dessin : Bloz - Couleurs : Maëla Cosson
- n°4 Tome 4, Bamboo Édition,  (ISBN 978-2-8189-3106-6), 2014
Scénario : Arnaud Plumeri - Dessin : Bloz - Couleurs : Maëla Cosson
- n°5 Tome, Bamboo Édition,  (ISBN 978-2-8189-6682-2), 2019
Scénario : Arnaud Plumeri - Dessin : Bloz - Couleurs : Maëla Cosson
- HS Jurassic Couac, Bamboo Édition,  (ISBN 978-2-8189-3342-8), 2017
Scénario : Arnaud Plumeri - Dessin : Bloz - Couleurs : Maëla Cosson
- HS Spécial combats en 3D, Bamboo Édition,  (ISBN 978-2-8189-2377-1), 2013
Scénario : Arnaud Plumeri - Dessin : Bloz - Couleurs : Maëla Cosson
- HS Les géants , Bamboo Édition,  (ISBN 978-2-355-90188-1), 2014
Scénario : Arnaud Plumeri - Dessin : Bloz - Couleurs : Maëla Cosson
- HS T. Rex, Bamboo Édition,  (ISBN 978-2-8189-3274-2), 2015
Scénario : Arnaud Plumeri - Dessin : Bloz - Couleurs : Maëla Cosson

### SérieDino Park
Spin-off de la série Les Dinosaures en BD.
- N°1 T1, Bamboo Édition, 2021
Scénario : Arnaud Plumeri - Dessin : Bloz
- N°2 T2, Bamboo Édition, 2022
Scénario : Arnaud Plumeri - Dessin : Bloz